# Oud-Heverlee Leuven (vrouwen)
Oud-Heverlee Leuven is een Belgische voetbalclub uit het Leuvense, die bij de KBVB aangesloten is met stamnummer 18.en wit als clubkleur heeft. De club komt ook met een aantal vrouwenploegen in competitie: het eerste dameselftal speelt in de hoogste nationale afdeling, de Super League.

## Geschiedenis
Halverwege de jaren 1980 gingen enkele meisjes trainen bij de jeugdploegen van Zwarte Duivels Oud-Heverlee en in 1986 waren er zelfs genoeg om met een aparte meisjesploeg in een jeugdcompetitie aan te treden. In 1990 startte de club ook met een dameselftal in de provinciale reeksen, dat in zijn eerste twee seizoenen derde eindigde. In 1992 werd de ploeg versterkt door een aantal doorgroeiende jeugdspeelsters, wat in 1993 resulteerde in de provinciale titel en de promotie naar de nationale reeksen.
In het eerste seizoen in Tweede klasse eindigde Oud-Heverlee meteen derde, een jaar later pakte de ploeg de titel in Tweede klasse en stootte zo door naar Eerste klasse. De eerste drie seizoenen eindigde de club in de staart van de rangschikking, maar wist zich te handhaven op het hoogste niveau. Na die moeilijke start haalde Oud-Heverlee seizoen na seizoen betere resultaten.
In 2002 kwam er een grote fusie in het Leuvense voetbal, tussen de twee oude Leuvense clubs Stade Leuven (stamnummer 18) en Daring Club Leuven (stamnummer 223) en Zwarte Duivels Oud-Heverlee. De nieuwe fusieclub werd Oud-Heverlee Leuven, dat met het stamnummer van Zwarte Duivels (6142) verder speelde. Ook de damesafdeling van Oud-Heverlee werd meegenomen in de fusie, en speelde voortaan verder onder de naam van de fusieclub.
Na zeventien jaar in eerste klasse (evenwel zonder prijzen te behalen) was Oud-Heverlee Leuven in 2012 een van de stichtende leden van de Belgisch-Nederlandse Women's BeNe League. Ook daar kon de club weinig potten breken, met twee dertiende plaatsen en een tiende plaats. Na het opdoeken van de BeNe League in 2015 ging OHL van start in de nieuwe hoogste afdeling, de Super League, maar werd daar laatste met één overwinning in het hele seizoen.
Het B-elftal kende meer succes: dat promoveerde in 2007 naar de Derde klasse, in 2010 naar de Tweede klasse en in 2012 (dankzij de competitiehervorming die volgde op het instellen van de BeNe League) zelfs naar de Eerste klasse. In 2016 werd het daar echter laatste en zakte weer naar de (hervormde) Tweede klasse.
Op 27/05/2025 speelde OH Leuven Women de titelwedstrijd thuis in het King Power at Den Dreef Stadion tegen RSC Anderlecht. De ploeg van coach Arno van den Abbeel won de wedstrijd gemakkelijk met 2-0. Zo schreef OH Leuven geschiedenis en was de club voor het eerst ooit kampioen in de Super League.

### Erelijst
Eerste klasse
Winnaar (1x): 2025
Tweede klasse
Winnaar (1x): 1995
Derde klasse
Winnaar (1x): 2010 (B-team)

## Seizoenen A-ploeg
| Seizoen                     | Niveau                      | Niveau                      | Niveau                      | Competitie                  | Ptn.                        | Opmerkingen                                            | Beker van België            |
| Seizoen                     | I                           | II                          | III                         | Competitie                  | Ptn.                        | Opmerkingen                                            | Beker van België            |
| Zwarte Duivels Oud-Heverlee | Zwarte Duivels Oud-Heverlee | Zwarte Duivels Oud-Heverlee | Zwarte Duivels Oud-Heverlee | Zwarte Duivels Oud-Heverlee | Zwarte Duivels Oud-Heverlee | Zwarte Duivels Oud-Heverlee                            | Zwarte Duivels Oud-Heverlee |
| --------------------------- | --------------------------- | --------------------------- | --------------------------- | --------------------------- | --------------------------- | ------------------------------------------------------ | --------------------------- |
| 1990/91                     |                             |                             | 3                           | Prov. reeks Vl.-Brab.       |                             |                                                        |                             |
| 1991/92                     |                             |                             | 3                           | Prov. reeks Vl.-Brab.       |                             |                                                        |                             |
| 1992/93                     |                             |                             | 1                           | Prov. reeks Vl.-Brab.       |                             |                                                        |                             |
| 1993/94                     |                             | 3                           |                             | Tweede klasse               |                             |                                                        |                             |
| 1994/95                     |                             | 1                           |                             | Tweede klasse               |                             |                                                        |                             |
| 1995/96                     | 12                          |                             |                             | Eerste klasse               | 17                          |                                                        |                             |
| 1996/97                     | 12                          |                             |                             | Eerste klasse               | 17                          |                                                        |                             |
| 1997/98                     | 11                          |                             |                             | Eerste klasse               | 24                          |                                                        |                             |
| 1996/97                     | 12                          |                             |                             | Eerste klasse               | 17                          |                                                        |                             |
| 1998/99                     | 9                           |                             |                             | Eerste klasse               | 29                          |                                                        |                             |
| 1999/00                     | 7                           |                             |                             | Eerste klasse               | 38                          |                                                        |                             |
| 2000/01                     | 7                           |                             |                             | Eerste klasse               | 43                          |                                                        |                             |
| 2001/02                     | 7                           |                             |                             | Eerste klasse               | 36                          |                                                        |                             |
| Oud-Heverlee Leuven         |                             |                             |                             |                             |                             |                                                        |                             |
| 2002/03                     | 6                           |                             |                             | Eerste klasse               | 42                          |                                                        |                             |
| 2003/04                     | 7                           |                             |                             | Eerste klasse               | 38                          |                                                        |                             |
| 2004/05                     | 4                           |                             |                             | Eerste klasse               | 55                          |                                                        |                             |
| 2005/06                     | 6                           |                             |                             | Eerste klasse               | 44                          |                                                        |                             |
| 2006/07                     | 9                           |                             |                             | Eerste klasse               | 35                          |                                                        |                             |
| 2007/08                     | 9                           |                             |                             | Eerste klasse               | 26                          |                                                        |                             |
| 2008/09                     | 7                           |                             |                             | Eerste klasse               | 37                          |                                                        |                             |
| 2009/10                     | 6                           |                             |                             | Eerste klasse               | 40                          |                                                        |                             |
| 2010/11                     | 6                           |                             |                             | Eerste klasse               | 44                          |                                                        | 1/16 finale                 |
| 2011/12                     | 9                           |                             |                             | Eerste klasse               | 34                          |                                                        | Kwartfinale                 |
| 2012/13                     | 5                           |                             |                             | BeNe League B               | 19                          | Zevende in BeNe League Red met 13 punten.              | 1/8 finale                  |
| 2013/14                     | 10                          |                             |                             | BeNe League                 | 31                          |                                                        | Kwartfinale                 |
| 2014/15                     | 13                          |                             |                             | BeNe League                 | 8                           |                                                        | Kwartfinale                 |
| 2015/16                     | 8                           |                             |                             | Super League                | 3                           | Laatste in play-off II.                                | 1/8 finale                  |
| 2016/17                     | 5                           |                             |                             | Super League                | 22                          |                                                        | 1/8 finale                  |
| 2017/18                     | 5                           |                             |                             | Super League                | 19                          | Play-off II winst tegen KSK Heist.                     | Halve finale                |
| 2018/19                     | 5                           |                             |                             | Super League                | 15                          | Play-off II winst tegen KSK Heist.                     | 1/8 finale                  |
| 2019/20                     | 6                           |                             |                             | Super League                | 1                           | Competitie opgeschort op 27 maart 2020 wegens Covid-19 | Kwartfinale                 |
| 2020/21                     | 2                           |                             |                             | Super League                | 36                          | Vice-kampioen                                          | Geschrapt wegens Covid-19   |
| 2021/22                     | 2                           |                             |                             | Super League                | 36                          | Vice-kampioen                                          | Kwartfinale                 |
| 2022/23                     | 2                           |                             |                             | Super League                | 43                          | Vice-kampioen                                          | Kwartfinale                 |
| 2023/24                     | 3                           |                             |                             | Super League                | 41                          |                                                        | Finale                      |
| 2024/25                     | 1                           |                             |                             | Super League                | 37                          | Kampioen                                               | Halve finale                |
| 2025/26                     |                             |                             |                             | Super League                |                             |                                                        |                             |

## Europa

### Europees voetbal
| Seizoen | Competitie                    | Ronde | Land                           | Club     | Score |
| ------- | ----------------------------- | ----- | ------------------------------ | -------- | ----- |
| 2025/26 | UEFA Women's Champions League | 2R HF | Vlag van Bosnië en Herzegovina | SFK 2000 |       |